# Cyrus Chestnut
Cyrus Chestnut (Baltimora, 17 gennaio 1963) è un musicista, compositore e produttore discografico statunitense.
Nel 2006 Josh Tyrangiel, critico musicale del Time, ha scritto: “Ciò che rende Chestnut il miglior pianista jazz della sua generazione è la volontà di abbandonare le note e suonare lo spazio

## Biografia

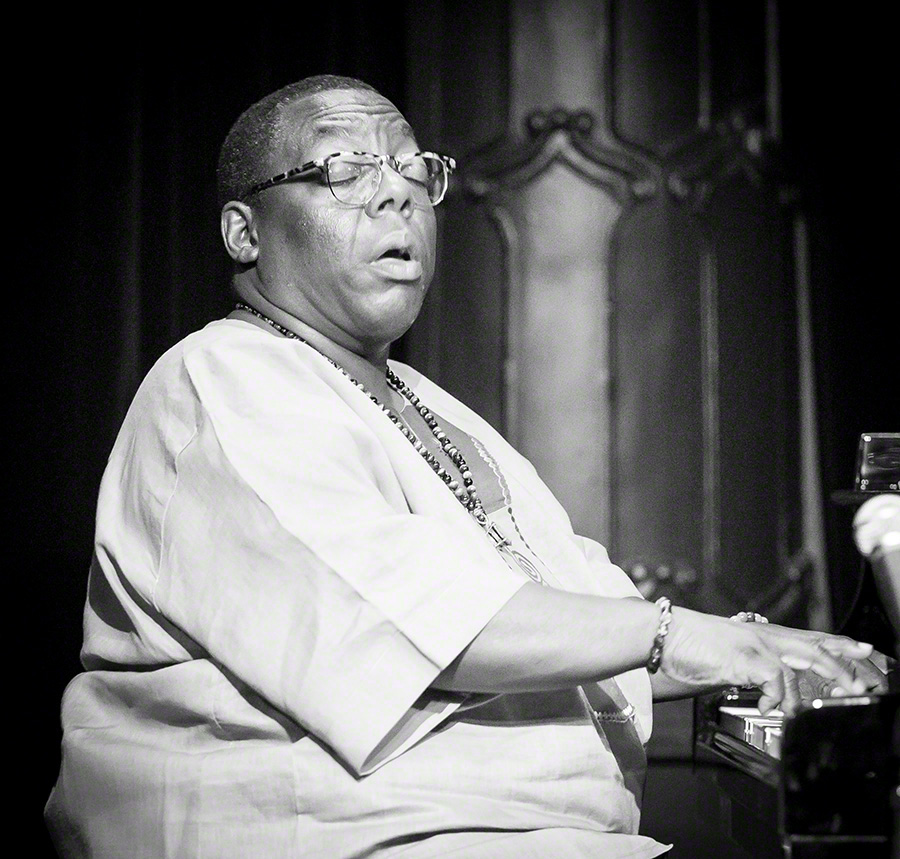
Cyrus Chestnut al Victoria Oslo Jazzfestival

### Primi anni
Cyrus Chestnut è nato a Baltimora, nel Maryland, nel 1963, figlio di McDonald, un impiegato delle poste in pensione e pianista della chiesa, e di Flossie, un'operatrice dei servizi sociali della città e direttrice del coro della chiesa. Iniziò a studiare il pianoforte all'età di sette anni e da ragazzo ha suonato presso la Mount Calvary Baptist Church. All'età di nove anni, studiava musica classica al Peabody Institute. Nel 1985 Chestnut si laureò in composizione e arrangiamento jazz al Berklee College of Music di Boston.
È cresciuto eseguendo gospel e ascoltando jazz a Baltimora prima di ottenere un master al Berklee College of Music. Ha costantemente registrato e suonato jazz sacro nel corso della sua carriera di successo.

### Carriera jazzistica
Alla fine degli anni '80 e all'inizio degli anni '90, Chestnut lavorò con Wynton Marsalis, Terence Blanchard, Donald Harrison e altri bandleader. All'inizio degli anni '90 si unì alla band della cantante jazz Betty Carter e apparve nel suo album It's Not About the Melody del 1992 . Nello stesso anno registrò i suoi primi album come bandleader, The Nutman Speaks e Nut. Chesnut ha continuato a lavorare e a registrare come bandleader anche nel XXI secolo.
Nel 2006 la Telarc ha pubblicato Genuine Chestnut, il suo primo album per l'etichetta. In questo album è accompagnato dal suo trio abituale composto da Michael Hawkins, al basso, e Neal Smith, alla batteria. Tra gli altri artisti di questa sessione figurano Russell Malone, chitarra e Steven Kroon, percussioni. Il disco contiene interpretazioni jazz di alcuni noti numeri pop dell'ultimo mezzo secolo, tra cui "If", la ballata soft-rock dei Bread dei primi anni '70. “Questa canzone mi accompagna fin dalla prima media”, ha ricordato Chestnut, ”dovevo suonarla per il matrimonio della mia insegnante di inglese. L'ho suonata in molti e diversi contesti. In realtà l'ho suonata in un gruppo Top 40 quando avevo appena finito la scuola. È passato molto tempo, ma di recente ho ricominciato a pensarci”. La stessa “Mason-Dixon Line” di Chestnut è uno dei punti più alti dell'album, un gioioso numero bebop.

## Discografia

### Come bandleader
| Anno di registrazione | Titolo                                 | Etichetta          | Note |
| --------------------- | -------------------------------------- | ------------------ | --- |
| 1992?                 | The Nutman Speaks                      | Alfa Jazz          | |
| 1992?                 | The Nutman Speaks Again                | Alfa Jazz          | |
| 1992                  | Nut                                    | Evidence/Alfa Jazz | Trio, con Christian McBride (basso), Carl Allen (batteria) |
| 1993                  | Another Direction                      | Evidence           | Trio, con Christian McBride (basso), Carl Allen (batteria) |
| 1993                  | Revelations                            | Atlantic           | Trio, con Christopher J. Thomas (basso), Clarence Penn (batteria) |
| 1994                  | Dark Before the Dawn                   | Atlantic           | Trio, con Steve Kirby (basso), Clarence Penn (batteria) |
| 1995                  | Earth Stories                          | Atlantic           | Con Eddie Allen (tromba), Antonio Hart (sax alto), Steve Kirby (basso), Alvester Garnett (batteria) |
| 1996                  | Blessed Quietness                      | Atlantic           | Pianoforte solista |
| 1997                  | American Meditation                    | Baybridge          | Manhattan Trinity+1, con Antonio Hart (sax alto), George Mraz (basso), Lewis Nash (batteria) |
| 1998                  | Cyrus Chestnut                         | Atlantic           | Con James Carter (sax alto), Joe Lovano (sax tenore), Ron Carter (basso), Billy Higgins, Lewis Nash (batteria), Anita Baker (voce) |
| 1998                  | Make Me a Memory                       | Baybridge          | Manhattan Trinity+1, con Teodross Avery (sax tenore e soprano), George Mraz (basso), Lewis Nash (batteria) |
| 1998                  | A Love Story                           | M&I                | Manhattan Trinity+1, con Eric Alexander (sax tenore), George Mraz (basso), Lewis Nash (batteria) |
| 2000                  | A Charlie Brown Christmas              | Atlantic           | Con Michael Brecker (sax tenore), Kenny Garrett (sax alto), coro |
| 2001                  | Soul Food                              | Atlantic           | Con Marcus Printup (tromba), Wycliffe Gordon (trombone), Gary Bartz (sax alto), James Carter (sax tenore), Stefon Harris (vibrafono), Christian McBride (basso), Lewis Nash (batteria)                                                                |
| 2001                  | Love Letters                           | M&I                | Manhattan Trinity, con George Mraz (basso), Lewis Nash (batteria) |
| 2002                  | You Are My Sunshine                    | Warner Bros.       | Trio, con Michael Hawkins (basso), Neal Smith (batteria) |
| 2002                  | Misty                                  | M&I                | Manhattan Trinity, con George Mraz (basso), Lewis Nash (batteria) |
| 2003                  | Alfie                                  | M&I                | Manhattan Trinity, con George Mraz (basso), Lewis Nash (batteria) |
| 2004                  | Charade                                | M&I                | Manhattan Trinity, con George Mraz (basso), Lewis Nash (batteria) |
| 2005                  | Genuine Chestnut                       | Telarc             | Alcuni brani in trio, con Michael Hawkins (basso), Neal Smith (batteria); alcuni brani in quartetto, con l'aggiunta di Russell Malone (chitarra), alcuni brani in quartetto, con l'aggiunta di Steven Kroon (percussioni), alcuni brani in quintetto. |
| 2006                  | The Gentle Rain                        | M&I                | Manhattan Trinity, con George Mraz (basso), Lewis Nash (batteria) |
| 2007                  | Cyrus Plays Elvis                      | Koch               | Trio, con Dezron Douglas (basso), Neal Smith (batteria) |
| 2007                  | Cyrus Chestnut Trio - Black Nile       | M&I                | Trio, con Buster Williams (basso), Al Foster (batteria) |
| 2008                  | Sunflower - Henry Mancini Songbook     | M&I                | Manhattan Trinity, con George Mraz (basso), Lewis Nash (batteria) |
| 2008                  | Spirit                                 | Jazz Legacy        | Pianoforte solista |
| 2010                  | Cyrus Chestnut Trio - Journeys         | Jazz Legacy        | Trio, con Dezron Douglas (basso), Neal Smith (batteria) |
| 2010                  | The Cyrus Chestnut Quartet             | WJ3                | Quartetto, con Stacy Dillard (sax tenore e soprano), Dezron Douglas (basso), Willie Jones III (batteria) |
| 2011                  | Cyrus Chestnut Trio - Moonlight Sonata | Venus              | Trio, con Dezron Douglas (basso), Neal Smith (batteria) |
| 2013                  | Soul Brother Cool                      | WJ3                | Quartetto, con Freddie Hendrix (tromba), Dezron Douglas (basso), Willie Jones III (batteria) |
| 2014                  | Midnight Melodies                      | Smoke Sessions     | Trio, con Curtis Lundy (basso), Victor Lewis (batteria) |
| 2014                  | A Million Colors in Your Mind          | Highnote           | Trio, con David Williams (basso), Victor Lewis (batteria) |
| 2015                  | Natural Essence                        | Highnote           | Trio, con Buster Williams (basso), Lenny White (batteria) |
| 2017                  | There's a Sweet, Sweet Spirit          | Highnote           | La maggior parte dei brani in trio, con Buster Williams (basso), Lenny White (batteria); alcuni brani in quartetto, con Steve Nelson (vibrafono) |
| 2018                  | Kaleidoscope                           | Highnote           | Trio, con Eric Wheeler (basso), Chris Beck (batteria) |
| 2022                  | My Father's Hands                      | Highnote           | Trio, con Peter Washington (basso), Lewis Nash (batteria) |

### Come collaboratore
Con Gerald Albright
- Giving Myself to You (Atlantic, 1995)

Con Carl Allen
- Testimonial (Atlantic, 1995)

Con Carl Allen & Rodney Whitaker
- Get Ready (Mack Avenue, 2009)

Con Tiffany Austin
- Unbroken (Con Alma, 2018)

Con Gary Bartz
- The Blues Chronicles: Tales of Life (Atlantic, 1996)

Con Kathleen Battle
- So Many Stars (Sony, 1995)

Con Alexander Berenson
- Take Me With You (Butman Music, 2010)

Con Dee Dee Bridgewater
- Prelude to a Kiss: The Duke Ellington Album (Phillips, 1996)

Con Jeri Brown
- Fresh Start (Justin Time, 1996)

Con Ronnie Burrage
- Shuttle (Sound Hills, 1993)

Con Ann Hampton Callaway
- To Ella with Love (Sin-Drome Records, 1996)

Con Betty Carter
- It's Not About the Melody (Verve, 1992)
- The Music Never Stops (Blue Engine, 2019)

Con James Carter
- In Carterian Fashion (Atlantic, 1998)
- Gold Sounds (Brown Brothers, 2005)

Con Michael Carvin
- Between Me and You (Muse, 1989)
- Revelation (Muse, 1991)

Con Freddy Cole
- Always (Fantasy, 1995)
- A Circle of Love (Fantasy, 1996)
- To The Ends of the Earth (Fantasy, 1997)
- Le Grand Freddy (Fantasy, 1999)

Con Carla Cook
- It's All About Love (MaxJazz, 1999)
- Dem Bones (MaxJazz, 2001)
- Simply Natural (MaxJazz, 2002)

Con Elvis Costello and the Brodsky Quartet
- The Juliet Letters (Warner Bros., 1993)

Con Dee Daniels
- State of the Art (Criss Cross, 2013)
- Intimate Conversations (Origin, 2014)

Con Michael Dease
- Grace (Jazz Legacy, 2010)

Con Dr. John and the Donald Harrison Band
- Funky New Orleans (Metro, 2000)

Con Cynthia Felton
- Afro Blue: The Music of Oscar Brown Jr. (CD Baby, 2012)
- Freedom Jazz Dance (CD Baby, 2012)
- Save Your Love For Me (CD Baby, 2014)

Con The Dizzy Gillespie All-Star Big Band
- I'm BeBoppin' Too (Half Note, 2009)

Con Jimmy Greene
- Beautiful Life (Mack Avenue, 2014)

Con Mark Gross
- Blackside (Jazz Legacy, 2012)

Con  Roy Hargrove
- With the Tenors of Our Time (Verve, 1994)

Con Donald Harrison
- Full Circle (Sweet Basil, 1990)
- For Art's Sake (Candid, 1991)
- Indian Blues (Candid, 1995)
- Big Chief (Past Perfect, 2002)

Con Vincent Herring
- Folklore: Live at the Village Vanguard (MusicMasters, 1994)
- Don't Let It Go (MusicMasters, 1995)
- Days of Wine and Roses (MusicMasters, 1996)
- The Uptown Shuffle (Smoke Session, 2014)
- Hard Times (Smoke Sessions, 2017)

Con Laird Jackson
- Quiet Flame (Venus, 2016)

Con Denise Jannah
- I Was Born In Love With You (Blue Note, 1995)
- A Heart Full of Music (Timeless, 2000)

Con George Kawaguchi
- Between Me and You (Muse, 1989)
- Revelation (Muse, 1991)
- Plays Herbie Hancock (King Japan, 2004)

Con The Keystone Quartet
- A Love Story (32 Jazz, 2000)

Con Kevin Mahogany
- Another Time Another Place (Warner Bros., 1997)

Con Wynton Marsalis
- The Marciac Suite (Columbia, 2000)
- Higher Ground (Blue Note, 2005)

Con Christian McBride
- Gettin' to It (Verve, 1995)

Con Bette Midler
- Bathhouse Betty (Warner Bros., 1998)

Con Charnett Moffett
- Music from Our Soul (Motéma Music, 2017)

Con George Mraz
- Bottom Lines (Milestone, 1997)
- Duke's Place (Milestone, 1999)

Con Roy Nathanson
- Fire at Keaton's Bar & Grill (Six Degrees, 2000)

Con Chiara Pancaldi
- I Walk a Little Faster (Challenge Records, 2015)

Con Madeleine Peyroux
- Dreamland (Atlantic, 1996)

Con Morris Robinson
- Going Home (Decca, 2007)

Con Jackie Ryan
- Doozy (Open Arts, 2008)

Con Ameen Saleem
- The Groove Lab (Jando Music, 2013)

Con Andy Scott
- Angels (Jazz Legacy, 2015)

Con Jimmy Scott
- Mood Indigo (Milestone, 2000)
- Moon Glow (Milestone, 2003)

Con Marilyn Scott
- Every Time We Say Goodbye (Venus, 2008)

Con Bud Shank
- By Request: Bud Shank Meets the Rhythm Section (Milestone, 1997)

Con Jae Sinnett
- Blue Jae (Valley Vue, 1992)
- House and Sinnett (Positive Music, 1994)
- Listen (Heart Music, 1997)

Con Billy Taylor
- Taylor Made at the Kennedy Center (Kennedy Center, 2005)

Con Joris Teepe and The Don Braden Quintet
- Pay As You Earn (Mons, 1995)

Con Tim Warfield
- Cool Blue (Criss Cross, 1995)
- A Whisper in the Midnight (Criss Cross, 1996)
- Gentle Warrior (Criss Cross, 1998)
- Jazz Is (Criss Cross, 2002)
- Eye of the Beholder (Criss Cross, 2013)

Con Sadao Watanabe
- Remembrance (Verve, 1999)

Con Kim Waters
- Tribute (Warlock, 1992)

Con Rodney Whitaker
- Children of the Light (Koch, 1996)

Con Phil Wilson's Rainbow Band
- Latin American Tour (Shiah, 1985)

Con Steve Wilson
- Step Lively (Criss Cross, 1995)

Con Joh Yamada
- Bluestone (Milestone, 1999)

Con Dave Young
- Two by Two, Volume Two (Justin Time, 1996)
- Side by Side (Justin Time, 1996)

### Compilazioni
| Anno | Titolo                                                        | Genere                         | Etichetta   | Note |
| ---- | ------------------------------------------------------------- | ------------------------------ | ----------- | --- |
| 1994 | Jazz at Lincoln Center Presents: The Fire of the Fundamentals | Jazz                           | Sony        | with Lincoln Center Jazz Orchestra, Wynton Marsalis, Kenny Barron, Betty Carter, Chris Thomas, Christian McBride, et al.    |
| 1999 | Essential Young Lions Vol. 1                                  | Jazz                           | Hip-O       | Con Roy Hargrove, Larry Goldings Trio, Stefon Harris, Donald Harrison, The Benny Green Trio, Stefon Harris, ed altri        |
| 2000 | Piano Grand! A Smithsonian Celebration                        | Classica, jazz and rock & roll | Sony        | Con Diana Krall, Jean-Yves Thibaudet, Dave Brubeck, Billy Joel, Jerry Lee Lewis, Robert Levin, ecc.                         |
| 2003 | Torch: A Six Degrees Collection of Modern Torch Songs         | Jazz                           | Six Degrees | Con Cassandra Wilson, Bugge Wesseltoft, Roy Nathanson, Sylk 130, Elvis Costello, dZihan & Kamien, Sarah Cracknell, ed altri |
| 2007 | Funky Jazz Party, Vol. 2: Love Jams                           | Jazz                           | Atlantic    | Con Anita Baker, Steve Cole, Wayman Tisdale, Gerald Albright, Brian Culbertson, Rick Braun, ed altri                        |